# Ferrolho suíço
Ferrolho suíço (em francês "Verrou suisse" e em alemão "Schweizer Riegel") 
é uma terminologia do futebol utilizada para se referir a esquemas táticos ultra-defensivos, que se utilizam da retranca e da correria.
O "Ferrolho suíço" de 1938 foi a primeira grande retranca do futebol, e o primeiro sistema a utilizar-se do líbero, que na época só tinha funções defensivas.

## Origem
O austríaco Karl Rappan defendia que a sua equipe deveria posicionar-se toda atrás da linha de meio-campo, esperando pelo rival. Ocupando estrategicamente todos os pontos de ataque do rival, com extremos transformados em falsos laterais, o objetivo era evitar que a bola se aproximasse demasiado da baliza e recuperá-la no miolo, para depois provocar rápidos contra-ataques contra a descompensada equipe rival.
Utilizou-se de esquemas ultra-defensivos quando treinador do Grashoppers, na década de 30. Abocanhou 5 títulos nacionais nos 8 anos que teve no comando a equipe.
Em 1937, já como treinador da seleção suíça, ele percebeu que, apesar de tecnicamente limitados, os jogadores suíços eram fortes e duros. Ele pensou então em congeminar um sistema táctico mordaz que, antes de qualquer outra coisa, impedisse o adversário, teoricamente superior, de jogar. Assim, ele introduziu àquela seleção um sistema de jogo mutável, em que o objetivo era defender. Apenas um homem ficava na frente, para puxar contra-ataques. Quatro defensores, um líbero, um zagueiro e dois laterais. Um meio campista recuado, dois mais centralizados, um ponta recuado, um ponta ofensivo e um centroavante. Basicamente um 4-4-1-1. Quando o time recuperava a bola e ia à frente, uma linha de três ou quatro zagueiros se posicionava quase no meio de campo. Se o time perdesse a bola enquanto atacava, os atacantes pressionavam os zagueiros adversários.
O esquema inovador foi "apresentado" ao mundo na Copa de 1938. Várias variações deste sistema foram adotadas na Copa de 62 e a base teórica deste esquema de jogo (marcação sob pressão, meias/atacantes marcando e zagueiro fixo) é adotada até hoje. É considerado o pai do Catenaccio Italiano.

### Ferrolho Suíço x Catenaccio
A base do chamado Catenaccio italiano, foi o ferrolho de Rappan. Porém, o ferrolho "reconhecia" ser inferior ao adversário, com todos os jogadores com funções defensivas, e jogando atrás da linha de meio-campo. Já o Catenaccio utiliza-se do contra-ataque, porém tem jogadores ofensivos de bastante talento, e sempre tem pelo menos um jogador que fica a frente do meio-campo. Além disso, o Catenaccio utiliza-se dos chutões, com o centro-avante servido de parede.
Além disso, no Ferrolho, os 4 "zagueiros" são zagueiros. Já no Catenaccio, o zagueiro mais a esquerda é um lateral.

## Equipes que a Utilizaram
- Seleção Suíça - Foi utilizado pela Suíça nas Copas de 1938, na qual eliminou a Alemanha[5], e em 1954, quando superou a Itália. Em 2006, a Suíça foi eliminada da Copa sem sofrer gols, utilizando uma forma moderna desta tática[6]. Em 2010, a Suíça bateu o recorde de mais tempo sem tomar gols em copas do mundo (558 minutos)[6].

- Grashopers - Foi utilizado pela equipe durante a década de 1950[7].
- Corinthians 2019, sob o comando do técnico Fábio Carille.